# Juanma Bajo Ulloa
Juan Manuel Bajo Ulloa (Vitòria, 1 de gener de 1967) és un director de cinema basc.

## Biografia
Va hipotecar la seva casa per produir el seu primer llargmetratge, "Alas de Mariposa", i el premi Goya al millor curtmetratge de ficció que va aconseguir amb el seu germà el va intentar vendre infructuosament.

## Filmografia
- Frágil, 2004
- Ordinary Americans, 1999
- Airbag, 1997
- La madre muerta, 1993
- Alas de mariposa, 1991
- El reino de Víctor, (curtmetratge) 1989
- Akixo (curtmetratge) 1988
- Cien Aviones de Papel (curtmetratge) 1987
- A Kien Puede Interesar (curtmetratge) 1986
- El Último Payaso (curtmetratge) 1985
- Cruza la Puerta (curtmetratge) 1984

## Premis
- Goya al millor curtmetratge de ficció (1989) per El Reino de Victor.
- Goya al millor director novell (1991) per Alas de Mariposa.
- Goya al millor guió original (1991) per Alas de Mariposa.
- Conquilla d'Or a la millor pel·lícula (1991) per Alas de Mariposa.